# Oiã
Oiã é uma vila portuguesa sede da Freguesia de Oiã do Município de Oliveira do Bairro, freguesia com 26,74 km² de área e 7862 habitantes (censo de 2021), tendo, assim, uma densidade populacional de 294 hab./km².
A povoação de Oiã foi elevada à categoria de vila em 1989.

## Demografia
A população registada nos censos foi:
| Distribuição da População por Grupos Etários | Distribuição da População por Grupos Etários | Distribuição da População por Grupos Etários | Distribuição da População por Grupos Etários | Distribuição da População por Grupos Etários |
| -------------------------------------------- | -------------------------------------------- | -------------------------------------------- | -------------------------------------------- | -------------------------------------------- |
| Ano                                          | 0-14 Anos                                    | 15-24 Anos                                   | 25-64 Anos                                   | > 65 Anos                                    |
| 2001                                         | 1134                                         | 919                                          | 3526                                         | 1133                                         |
| 2011                                         | 1347                                         | 768                                          | 4222                                         | 1385                                         |
| 2021                                         | 1155                                         | 892                                          | 4140                                         | 1675                                         |

## História
Oiã terá mais de oitocentos anos, sendo que o primeiro documento que refere Oiã data do ano de [carece de fontes?].
Quanto à origem do seu nome, Oiã deriva de [carece de fontes?], nome ligado à cultura da [carece de fontes?]. O seu étimo [carece de fontes?], assim dará a entender.
Atualmente, Oiã é uma da freguesias mais populosas do distrito de Aveiro, sendo também uma das mais ricas e em próspero desenvolvimento. Este facto deve-se grandemente a alguns fatores fundamentais. Contudo, a localização é o seu maior trunfo. Oiã está situada a 5 km da sede municipal, está a igual distância do nó de acesso à autoestrada A1 (Aveiro Sul), a 18 km da cidade de Aveiro e 9 km da ligação à autoestrada A17. Para além disso, Oiã possui uma estação e uma zona industrial em expansão.
No âmbito associativo, Oiã prima pela diversidade das suas associações. O movimento associativo é enorme, abrangendo associações de carácter desportivo, cultural, recreativo e de interesse público.
Oiã está dotado dos principais serviços básicos necessários à população, sendo o mais recente o edifício da Junta de Freguesia de Oiã, que integra também um auditório com 366 lugares e uma biblioteca / pólo de leitura.

## Oiã
- Parque do Vieiro
- Parque fonte doce

## Águas Boas
- Parque da Parede
- Parque das Cales

## Giesta
- Parque do Ribeirinho

## Malhapão
- Parque das Cales

## Perrães
- Parque do Carreiro Velho
- Parque do Prego

## Rego
- Parque da Lagoa

## Silveira
- Parque da Seara

## Silveiro
- Parque da Pateira

## Boa cama boa mesa
- Restaurante O Bráz Dos Leitões (Rêgo)
- Restaurante Dom Rogério (Oiã)
- Restaurante "O Capricho" (Oiã)
- Restaurante Stop-Bar (Oiã)
- Restaurante Pitoresco (Oiã)
- Restaurante Garfo Livre - Nova Gerência (Oiã)
- Restaurante "Há Tacho" (Giesta)
- Casa de Carris (Carris)
- O Fado (Facho)
- Miraldo dos Leitões (Perrães)
- Petisqueira Oianense  (Oiã)
- Snack-Bar Garden (Oiã)
- Café Snack -Bar O Escondidinho  (Oiã)
- Café Snack -Bar O poço do tujo (Perrães)
- Café Snack -Bar Santo Amaro (Malhapão)
- Sanae Pateira by The Sanae Project (Perrães)
- Trip Sport Café (Silveiro)
- Doce Oiã 93 - Padaria / Pastelaria (Oiã)
- Flor de Oiã- Padaria / Pastelaria (Oiã)
- Virgem Maria - Padaria / Pastelaria (Oiã)
- Moinho Doce- Padaria / Pastelaria (Oiã)
- Malha Doce - Padaria / Pastelaria (Malhapão)
- Pastelaria 2002 (Perrães)
- A Centenária (Oiã)

## Património
- Igreja de São Simão, Matriz de Oiã
- Cruzeiro
- Casa setecentista
- Capelas de Santa Margarida, de Santo Amaro, da Senhora das Febres, de Nossa Senhora das Dores e de Santo António
- Cruzeiro em Perrães
- Trecho da pateira de Fermentelos

## Política

### Resultados eleitorais para a Junta de Freguesia
| Partido | 1976 | 1976 | 1979 | 1979 | 1982 | 1982 | 1985 | 1985 | 1989 | 1989 | 1993 | 1993 | 1997 | 1997 | 2001 | 2001 | 2005 | 2005 | 2009 | 2009 | 2013 | 2013 |
| Partido | %    | M    | %    | M    | %    | M    | %    | M    | %    | M    | %    | M    | %    | M    | %    | M    | %    | M    | %    | M    | %    | M    |
| ------- | ---- | ---- | ---- | ---- | ---- | ---- | ---- | ---- | ---- | ---- | ---- | ---- | ---- | ---- | ---- | ---- | ---- | ---- | ---- | ---- | ---- | ---- |
| PPD/PSD | 43,2 | 4    | 59,0 | 8    | 53,4 | 8    | 41,3 | 4    | 30,8 | 3    | 36,9 | 4    | 48,0 | 7    | 45,8 | 6    | 50,1 | 7    | 52,0 | 7    | 34,7 | 5    |
| CDS-PP  | 41,3 | 4    | 26,5 | 4    | 31,5 | 4    | 45,9 | 5    | 59,7 | 6    | 49,5 | 5    | 39,2 | 6    | 40,8 | 6    | 33,0 | 5    | 35,5 | 5    | 41,8 | 7    |
| PS      | 12,1 | 1    | 10,7 | 1    | 11,1 | 1    | 4,8  | -    | 5,5  | -    | 7,3  | -    | 6,4  | -    | 6,7  | 1    | 10,4 | 1    | 8,0  | 1    | 6,5  | 1    |